# Attac

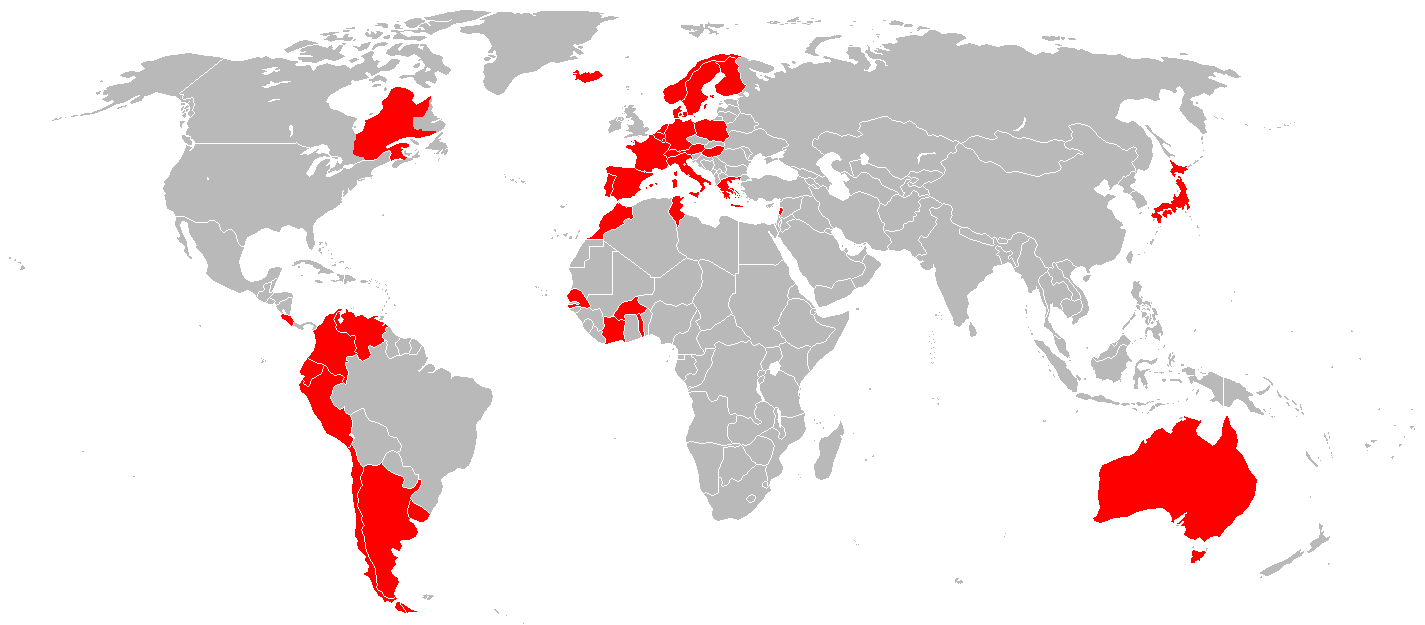
Attac weltweit

Attac (ursprünglich association pour une taxation des transactions financières pour l’aide aux citoyens; seit 2009: association pour la taxation des transactions financières et pour l’action citoyenne; Vereinigung zur Besteuerung von Finanztransaktionen im Interesse der Bürger‘) ist eine globalisierungskritische Nichtregierungsorganisation.
Attac hat weltweit circa 90.000 Mitglieder und agiert in 50 Ländern, hauptsächlich jedoch in Europa.

## Gründung
Attac wurde am 3. Juni 1998 in Frankreich gegründet. Den Anstoß zur Gründung gab ein Leitartikel von Ignacio Ramonet, der im Dezember 1997 in der Zeitung Le Monde diplomatique veröffentlicht wurde und die Gründung einer Association pour une taxe Tobin pour l’aide aux citoyens (deutsch: „Vereinigung für eine Tobin-Steuer zum Nutzen der Bürger“) vorschlug.
Seine Idee war, auf weltweiter Ebene eine Nichtregierungsorganisation (NGO) ins Leben zu rufen, die Druck auf Regierungen ausüben sollte, um eine internationale „Solidaritätssteuer“ zur Kontrolle der Finanzmärkte, genannt Tobin-Steuer, einzuführen. Gemeint war damit die durch den US-amerikanischen Ökonomen James Tobin Ende der 1970er Jahre vorgeschlagene Steuer in Höhe von 0,1 % auf spekulative internationale Devisengeschäfte. Der von Ramonet gleichzeitig vorgeschlagene Name dieser Organisation „attac“ sollte, aufgrund seiner sprachlichen Nähe zum französischen Wort attaque, zugleich den Übergang zur „Gegenattacke“ signalisieren, nach Jahren der Anpassung an die Globalisierung.
Die Aktivitäten von Attac weiteten sich schnell über den Bereich der Tobinsteuer und die „demokratische Kontrolle der Finanzmärkte“ hinaus aus. Mittlerweile umfasst der Tätigkeitsbereich von Attac auch die Handelspolitik der WTO, die Verschuldung der Dritten Welt und die Privatisierung der staatlichen Sozialversicherungen und öffentlichen Dienste. Die Organisation ist inzwischen in einer Reihe von afrikanischen, europäischen und lateinamerikanischen Ländern präsent.
Im deutschsprachigen Raum hatten 1999 die NGOs Weltwirtschaft, Ökologie und Entwicklung (WEED) und Kairos Europa die Initiative zur Gründung von Attac ergriffen.

## Attac Deutschland
Attac Deutschland ist ein Projekt des eingetragenen Vereins Attac Trägerverein e. V. Der Verein ist beim Amtsgericht Frankfurt am Main unter der Vereinsregisternummer VR 12648 registriert.
In Frankfurt/Main beschlossen am 22. Januar 2000 circa 100 Teilnehmer der Gründungsversammlung ein „Netzwerk zur demokratischen Kontrolle der internationalen Finanzmärkte“ zu gründen. Dieses soll eng mit der im Jahr 1998 gegründeten französischen Organisation Attac zusammenarbeiten.
Attac Deutschland besteht aus Mitgliedsorganisationen und Einzelmitgliedern (Stand April 2018: über 29.000) Attac versteht sich als „Bildungsbewegung“ mit Aktionscharakter und Expertise. Über Vorträge, Publikationen, Podiumsdiskussionen und Pressearbeit sollen die Zusammenhänge der Globalisierungsthematik einer breiten Öffentlichkeit vermittelt und Alternativen zum „neoliberalen Dogma“ aufgezeigt werden. Seit mehreren Jahren begleitet ein wissenschaftlicher Beirat die Arbeit von Attac. Mit Aktionen soll Druck auf Politik und Wirtschaft zur Umsetzung der Alternativen erzeugt werden.
Mit dem Jugendnetzwerk junges Attac sollen insbesondere junge Menschen für globalisierungskritische Themen angesprochen werden.
Attac versteht sich als Netzwerk, in dem sowohl Einzelpersonen als auch Organisationen aktiv sein können. In Deutschland gehören circa 200 Organisationen Attac an, darunter ver.di, BUND, Pax Christi, Evangelische StudentInnengemeinde in Deutschland (Bundes-ESG) Deutsche Friedensgesellschaft – Vereinigte KriegsdienstgegnerInnen (DFG-VK), Medico international und viele entwicklungspolitische und kapitalismuskritische Gruppen. Momentan sind von den über 29.000 Mitgliedern viele in den etwa 170 Regionalgruppen oder den bundesweiten Arbeitsgruppen aktiv.
Attac Deutschland ist Mitglied im Tax Justice Network.

### Struktur

#### Wissenschaftlicher Beirat (Auswahl)
Im 2001 gegründeten wissenschaftlichen Beirat von Attac Deutschland arbeiteten circa 100 Professoren, Wissenschaftler und Experten mit. Engagiert waren Ökonomen, Soziologen, Politologen, Juristen, Psychologen und Fachleute anderer Professionen. Der Beirat war an Buchveröffentlichungen beteiligt. Seit Mai 2021 befindet sich der Wissenschaftliche Beirat in einer Phase der Reorganisation.
Im alten Beirat waren vertreten (Auswahl):
- Rudolph Bauer, Politikwissenschaftler, Universität Bremen
- Hans-Jürgen Bieling, Politikwissenschaftler, Eberhard Karls Universität Tübingen
- Ulrich Brand, Internationale Politik, Universität Wien
- Michael Brie, Politikwissenschaftler, Institut für Gesellschaftsanalyse, Rosa-Luxemburg-Stiftung
- Jürgen Borchert, Sozialrichter
- Annelie Buntenbach, DGB
- Christoph Butterwegge, Politikwissenschaft, Universität zu Köln
- Wolfgang Däubler, Arbeitsrecht, Bürgerliches Recht und Wirtschaftsrecht, ehem. Universität Bremen
- Alex Demirovic, Sozialwissenschaftler, Technische Universität Berlin
- Klaus Dörre
- Ulrich Duchrow, Theologie, Ruprecht-Karls-Universität Heidelberg
- Angelika Ebbinghaus, Historikerin und Psychologische Psychotherapeutin
- Andreas Fisahn, Rechtswissenschaftler
- Heide Gerstenberger, Universität Bremen
- Peter Grottian, Politikwissenschaft, FU Berlin
- Michael Hartmann, Soziologe, TU Darmstadt
- Frigga Haug, ehem. Institut für Kritische Theorien, Hamburger Universität für Wirtschaft und Politik
- Wolfgang Fritz Haug, Philosoph
- Arne Heise, Finanzwissenschaft und Public Governance, Universität Hamburg, Zentrum für ökonomische und soziologische Studien (ZÖSS)
- Rudolf Hickel, Finanzwissenschaft, Institut Arbeit und Wirtschaft (IAW), Universität Bremen
- Reinhart Kößler, Arnold Bergstraesser-Institut, Entwicklungstheorie, postkolonialer Staat und Ethnizität
- Michael Krätke, Politische Ökonomie, Universität Lancaster
- Hans-Jürgen Krysmanski, Soziologie, ehem. Universität Münster
- Stephan Lessenich, Soziologie, Ludwig-Maximilians-Universität München
- Ingrid Lohmann, Professorin für Ideen- und Sozialgeschichte der Erziehung, Universität Hamburg
- Birgit Mahnkopf, Europäische Gesellschaftspolitik, Hochschule für Wirtschaft und Recht Berlin (HWR Berlin), Wissenschaftlicher Beirat der Deutschen Stiftung Friedensforschung (DSF) und der Rosa-Luxemburg-Stiftung
- Mohssen Massarrat, Politikwissenschaft, ehem. Universität Osnabrück
- Klaus Meschkat, Soziologie, Universität Hannover
- Lutz Mez, Otto-Suhr-Institut für Politikwissenschaft, Interdisziplinäres Zentrum „Berlin Centre for Caspian Region Studies“, Freie Universität Berlin
- Urs Müller-Plantenberg, Lateinamerika-Institut, FU Berlin, ehem. Warschauer Universität
- Wolf-Dieter Narr, Politikwissenschaft, ehem. Freie Universität Berlin
- Werner Nienhüser, Betriebswirtschaftslehre, Universität Duisburg-Essen
- Niko Paech, Universität Siegen, Vereinigung für Ökologische Ökonomie (VÖÖ)
- Norman Paech, Mitglied des Deutschen Bundestages, Außenpolitischer Sprecher der Fraktion DIE LINKE, öffentliches Recht, ehem. Hochschule für Wirtschaft und Politik in Hamburg
- Helge Peukert, Finanzwissenschaft und Finanzsoziologie, Universität Erfurt
- Ralf Ptak, Wirtschafts- und Sozialwissenschaftler, Universität zu Köln
- Jan Rehmann, Philosophischen Institut, Freie Universität Berlin
- Norbert Reuter, Volkswirtschaftslehre, RWTH Aachen
- Rainer Rilling, Soziologe, Philipps-Universität Marburg
- Roland Roth, Politikwissenschaft, Hochschule Magdeburg-Stendal
- Werner Rügemer
- Wolfgang Sachs, Sozialwissenschaftler, Wuppertal-Instituts für Klima, Umwelt und Energie, Universität Kassel
- Christoph Scherrer, Globalisierung & Politik, Universität Kassel
- Sigrid Skarpelis-Sperk, ehem. SPD-MdB, Vereinigung der deutsch-griechischen Gesellschaften
- Christian Spatscheck, Theorien und Methoden der Sozialen Arbeit, Hochschule Bremen
- Michael Vester
- Peter Wahl, Sozialwissenschaftler, Weltwirtschaft, Ökologie & Entwicklung (WEED)
- Isidor Wallimann, Soziologie, Volkswirtschaftslehre und Sozialpolitik, ehem. Universität Freiburg (Schweiz)
- Winfried Wolf, Publizist/Autor
- Frieder Otto Wolf, Philosophie, Freie Universität Berlin
- Brigitte Young, Internationale Politische Ökonomie, Institut für Politikwissenschaft, Universität Münster
- Beate Zimpelmann, Politikwissenschaftlerin, Hochschule Bremen

Quelle:

#### Mitgliedsorganisationen von Attac Deutschland (Auswahl)
Attac Deutschland versteht sich als Netzwerk, dem neben ca. 29.000 Einzelmitgliedern (2015) etwa 200 Organisationen angehören, darunter:
- Adivasi-Tee-Projekt
- Aktionsbündnis Gerechter Welthandel
- Aktion Partnerschaft Dritte Welt
- Aktion Selbstbesteuerung e. V. Friede durch gerechte Entwicklungspolitik
- Alternativer Wohlfahrtsverband Sozial & Alternativ (SOAL)
- Arbeiterfotografie e. V.
- Arbeitsgemeinschaft bäuerliche Landwirtschaft
- Arbeitsgemeinschaft Sozialpolitischer Arbeitskreise (ag spak)
- Arbeitskreis Entwicklungspolitik
- Arbeitskreis nördliche Urwälder AKU Natur und Umwelt e. V. KNU
- Arbeitskreis Evangelische Erneuerung
- Arbeitskreis für Entwicklungspolitik und Selbstbesteuerung e. V.
- Bildungswerk ver.di in Niedersachsen
- BLUE 21 e.B. (Berliner Landesarbeitsgemeinschaft Umwelt und Entwicklung)[15]
- Bund der Religiösen Sozialistinnen und Sozialisten Deutschlands
- BundesKoordination Euromarches
- Bund für Umwelt und Naturschutz Deutschland (BUND)
- BUNDjugend
- ChristInnen für den Sozialismus
- Christen für gerechte Wirtschaftsordnung e. V.
- Christliche Initiative Romero
- Coordination gegen BAYER-Gefahren e. V.
- Deutsche Friedensgesellschaft – Vereinigte KriegsdienstgegnerInnen (DFG-VK)
- Evangelische Akademikerschaft
- Evangelische StudentInnengemeinde in Deutschland (Bundes-ESG)
- Bundesverband der GEW (Gewerkschaft Erziehung und Wissenschaft)
- Grüne Jugend
- Humanistische Partei Deutschlands
- Informationsstelle Lateinamerika (ila)
- INWO Initiative für Natürliche Wirtschaftsordnung
- IPPNW (Internationale Ärzte für die Verhütung des Atomkrieges, Ärzte in sozialer Verantwortung e. V.)
- JungdemokratInnen/Junge Linke
- Jugendwerk der Arbeiterwohlfahrt
- Jusos
- Kairos Europa
- Le Monde diplomatique Deutschland
- Linksjugend solid
- medico international
- Strassenfeger (Straßenzeitung)
- NaturFreunde Deutschlands e. V.
- Netzwerk Grundeinkommen
- Pax Christi
- Pro Asyl
- Reformierter Bund
- Sozialismus-Redaktion
- Stiftung Leben und Umwelt[16]
- Stiftung Nord-Süd-Brücken
- Stiftung Umverteilen
- Südwind-Institut
- terre des hommes
- ver.di
- WEED (World Economy, Ecology & Development)
- Weltfriedensdienst
- Weltladen e. V.
- World Vision Deutschland
- ZEGG (Zentrum für Experimentelle Gesellschaftsgestaltung)

#### Bekannte Personen und Prominente bei Attac
Auswahl aus der Kategorie:Attac-Mitglied
- Elmar Altvater[17] († 2018)
- Bela B
- José Bové
- Frank Bsirske
- Christine Buchholz
- Manu Chao
- Frank Deppe
- Franziska Drohsel
- Katja Ebstein
- Heiner Geißler (1930–2017)
- Nicole Gohlke
- Jürgen Grässlin
- Mathias Greffrath
- Annette Groth
- Heike Hänsel
- Wolfgang Fritz Haug
- Friedhelm Hengsbach
- Detlef Hensche
- Rudolf Hickel
- Inge Höger
- Herbert Knebel
- Malte Kreutzfeldt
- Oskar Lafontaine
- Detlev von Larcher
- Claus Leggewie
- Sabine Leidig
- Sabine Lösing
- Maria Mies
- Andrea Nahles
- Rupert von Plottnitz
- Urban Priol
- Hagen Rether
- Horst-Eberhard Richter (1923–2011)
- Charlotte Roche
- Ute Scheub
- Friedrich Schorlemmer
- Farin Urlaub
- Rainer von Vielen
- Arfst Wagner
- Konstantin Wecker
- Roger Willemsen (1955–2016)
- Janine Wissler
- Joachim Witt
- Peter Wahl

### Themen

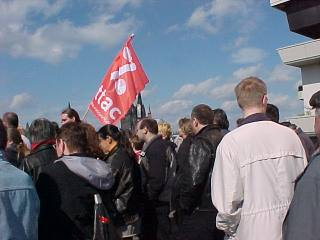
Attac-Fahne Köln, 2004

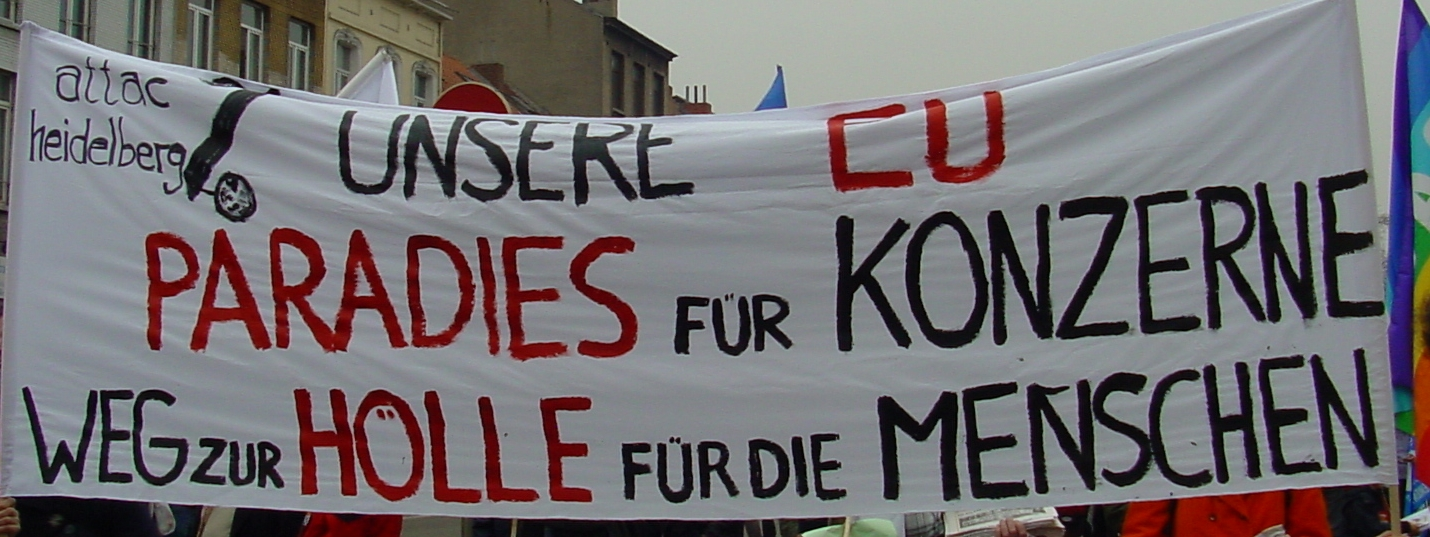
Attac-Transparent bei der Kundgebung gegen die EU-Dienstleistungsrichtlinie 2005 in Brüssel

Ursprünglich setzte sich Attac vor allem für die Einführung der Tobin-Steuer auf Finanztransaktionen und eine demokratische Kontrolle der internationalen Finanzmärkte ein. Inzwischen hat sich Attac auch anderer Themen der globalisierungskritischen Bewegung angenommen, als deren Teil es sich sieht. Seine Mitglieder nehmen häufig an Aktionen und Demonstrationen teil, die tendenziell dem linken politischen Spektrum zugeordnet werden. Attac kritisiert dabei die neoliberale Globalisierung und versucht u. a. mit Demonstrationen und Bildungs- und Aufklärungsarbeit gegen Armut und Ausbeutung zu kämpfen.
Attac befasst sich in Deutschland vor allem mit folgenden Themen, zu denen es zum Großteil auch gesonderte bundesweite Arbeitszusammenhänge gibt:
- demokratische Kontrolle der Finanzmärkte (z. B. Tobin-Steuer),
- internationale Steuern und Abschaffung von Steueroasen,
- Fairer Handel statt Freihandel, Solidarische Ökonomie,
- Sicherstellung der Sozialsysteme und der öffentlichen Daseinsvorsorge,
- Mindestlohn, Bedingungsloses Grundeinkommen, Prekarisierung sowie die Verteilung von Arbeit,
- Globalisierung und Ökologie,
- Globalisierung und Krieg,
- Wissensallmende und freier Informationsfluss,
- für eine konzernfreie, soziale, ökologische und demokratisch kontrollierte öffentliche Daseinsvorsorge – gegen Privatisierung (von Energie, Strom, Wasser, Bildung usw.),
- Geschlechtergerechtigkeit,
- Migration,
- ökonomische Alphabetisierung
- Konsum- und Konzernkritik
- Demokratie und Eigentumsverteilung
- „Neoliberale“ Entwicklungen durch EU und WTO (insbesondere GATS und TRIPS, sowie EPAs und der Festlegung einer „neoliberalen Wirtschaftsform mit Verfassungsrang“ in einer vorerst gescheiterten EU-Verfassung),
- spezifische Entwicklungen in Lateinamerika.

Attacs Hauptkritik an den „Kräften der neoliberalen Globalisierung“ (im Sprachverständnis von Attac zu unterscheiden von kultureller, ökologischer, politischer Globalisierung) ist, dass diese das Versprechen eines „Wohlstands für alle“ nicht haben einlösen können. Im Gegenteil: Die Kluft zwischen Arm und Reich werde immer größer, sowohl innerhalb der Gesellschaften als auch zwischen Nord und Süd. Motor dieser Art von Globalisierung seien die internationalen Finanzmärkte. Banker und Finanzmanager setzten täglich Milliardenbeträge auf diesen Finanzmärkten um und nähmen über ihre Anlageentscheidungen immer mehr Einfluss auf die gesellschaftliche Entwicklung. Damit würden die Finanzmärkte letztendlich die Demokratie untergraben. Deshalb plädiert Attac, neben anderen Maßnahmen, für die besagte Besteuerung von Finanztransaktionen, die so genannte Tobin-Steuer. Attac behauptet, neoliberale Entwicklungen seien politisch gewollt, d. h. die Politik sei nicht Opfer, sondern Hauptakteur dieses Prozesses.
Attac tritt für eine „demokratische Kontrolle“ und Regulierung der internationalen Märkte für Kapital, Güter und Dienstleistungen ein. Politik müsse sich an den Leitlinien von Gerechtigkeit, Demokratie und ökologisch verantwortbarer Entwicklung ausrichten. Nur so könne die durch die kapitalistische Wirtschaftsweise entstehende gesellschaftliche Ungleichheit ausgeglichen werden.
Attac möchte nach eigenen Angaben ein breites gesellschaftliches Bündnis als Gegenmacht zu den internationalen Märkten bilden. Die Behauptung, Globalisierung in ihrer jetzt herrschenden Form sei ein alternativloser Sachzwang, wird von Attac als reine Ideologie zurückgewiesen. Stattdessen wird unter Stichworten wie Alternative Weltwirtschaftsordnung, Global Governance, Deglobalisierung, Re-Regionalisierung und Solidarische Ökonomie über Alternativen diskutiert.
Der Begriff „Ökonomische Alphabetisierung“ bezeichnet die Strategie von Attac, eine Vermittlung von ökonomischen Grundkenntnissen an weite Teile der Bevölkerung vorzunehmen. Da immer mehr Bereiche des öffentlichen Lebens den marktwirtschaftlichen Prinzipien unterworfen würden, seien immer öfter ökonomische Grundkenntnisse für eine Partizipation im demokratischen Prozess und für die Meinungsbildung erforderlich.

### Arbeitsweise

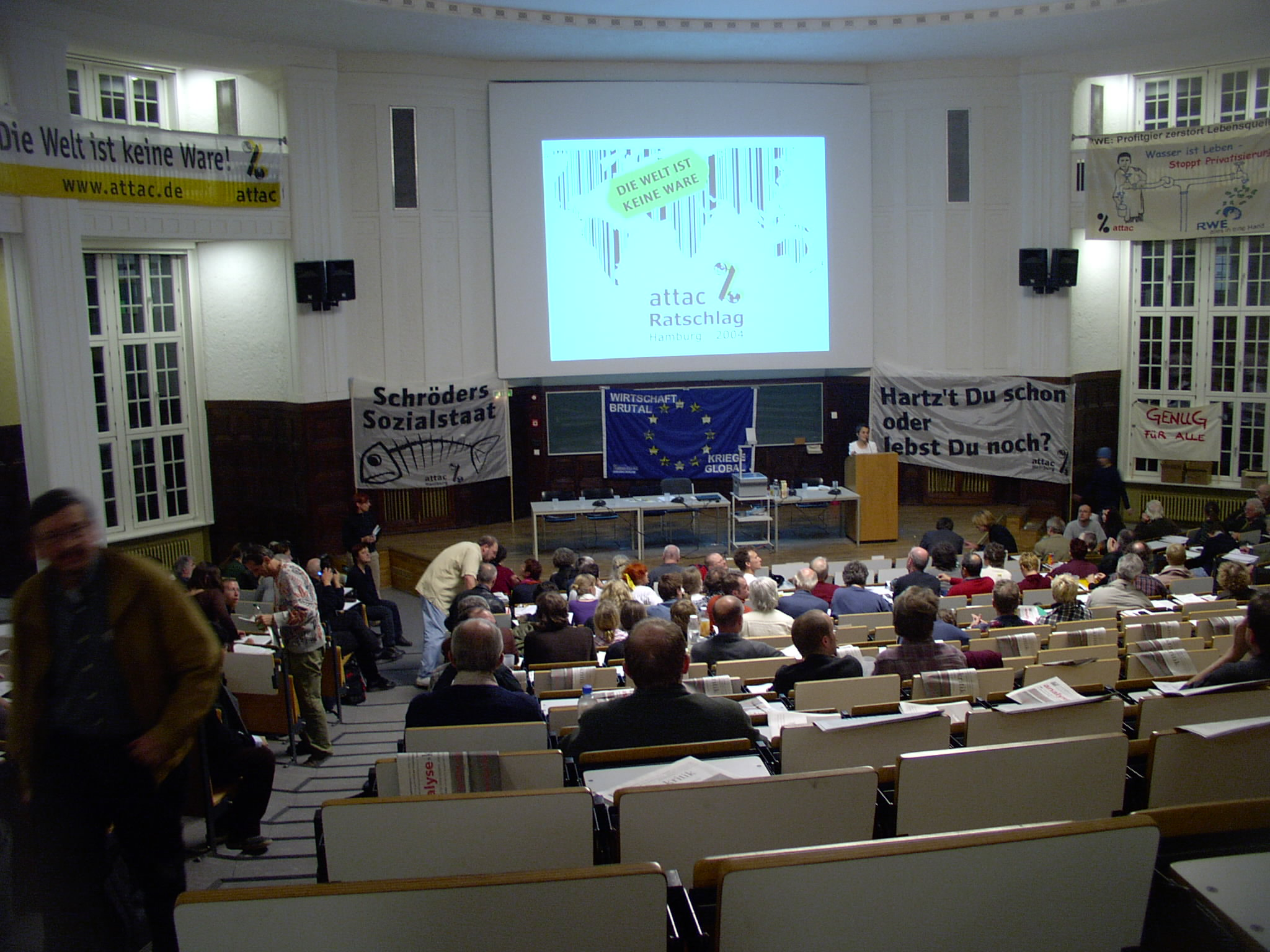
Attac-Ratschlag Hamburg, 2004

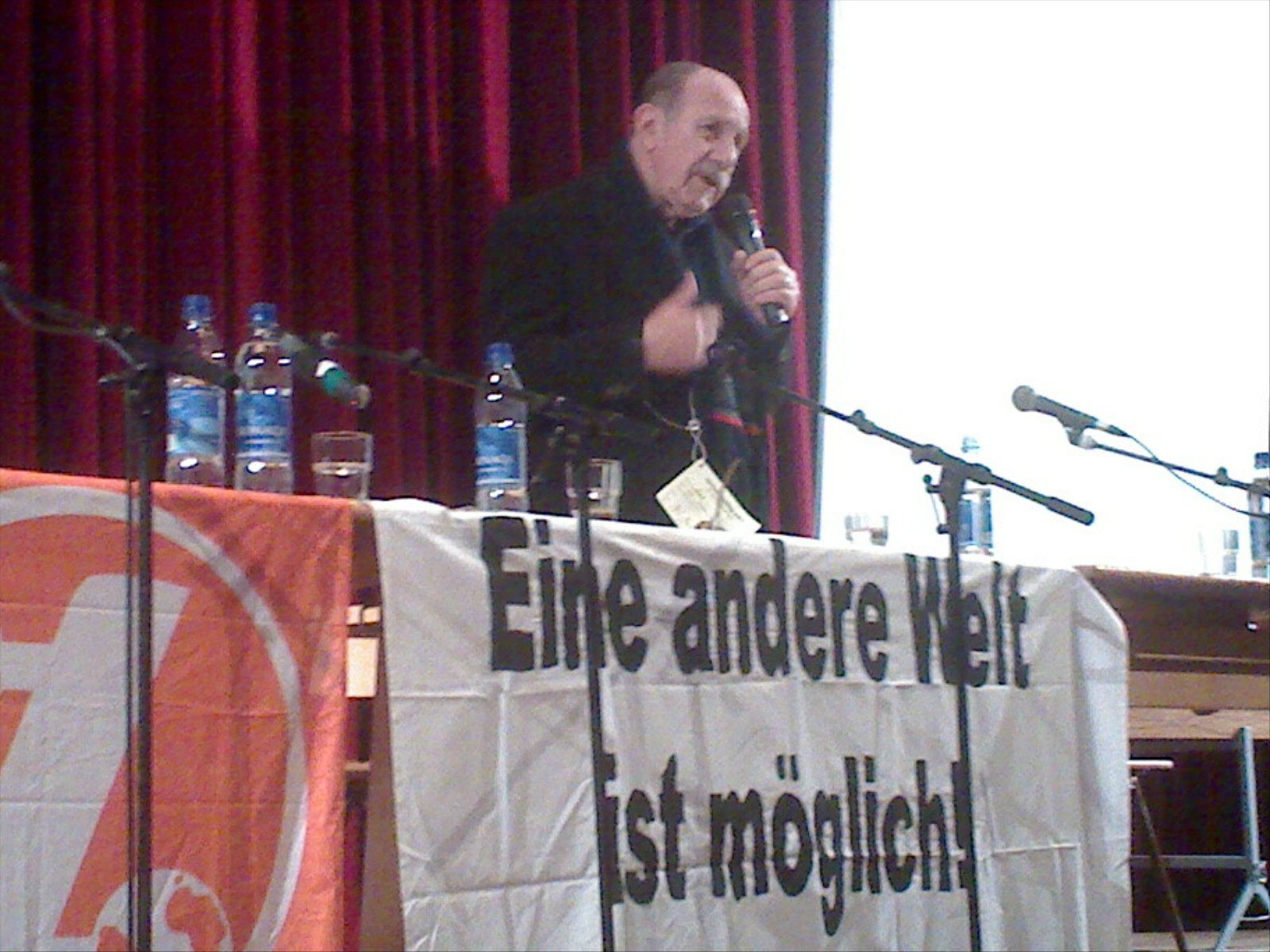
Paul Singer auf dem Ratschlag in Gladbeck, 2007

Attac sagt über sich selbst, Grundsatz sei ein ideologischer Pluralismus. Inhaltlich bestehe allerdings auch ein unüberbrückbarer Gegensatz zum wirtschaftlichen Liberalismus. Attac möchte seine politischen Ziele friedlich und respektvoll durchsetzen und auf Gewalt deeskalierend reagieren.
Entscheidungen werden bei Attac nicht nach dem Mehrheits-, sondern nach dem Konsensprinzip getroffen. Das heißt, dass Entscheidungen zunächst diskutiert und – falls niemand widerspricht – von allen mitgetragen werden. So können Entscheidungen auch auf vorläufiger Basis getroffen und später erneut diskutiert werden, falls eine Seite dazu anrät. Auf diese Weise kann das Meinungsspektrum der Mitglieder und Mitgliedsorganisationen besser integriert werden und kann sich keine Kultur von Mehrheitsabstimmungen entwickeln, die zum Übergehen von Minderheiten führen würde. Da Attac keine politische Partei ist, die zu jedem Thema einen abrufbaren und einheitlichen Standpunkt bereithalten muss, fallen die Nachteile des Konsensprinzips aus der Sicht der Aktivisten kaum ins Gewicht. Die Mitwirkung bei Attac findet vorwiegend in Arbeitskreisen (AKs) oder Arbeitsgemeinschaften (AGs) statt, die es sowohl auf regionaler als auch auf nationaler Ebene zu den verschiedenen Themengebieten gibt, sowie in zahlreichen Regionalgruppen.
Meinungen von Attac zu wirtschaftspolitischen Themen werden zum Teil auch gesellschaftlich wahrgenommen, wie die vermehrten Auftritte von Attac-Mitgliedern in den Medien (DeutschlandRadio, Phönix) und bei Politik-Talkshows (z. B. Sven Giegold bei Sabine Christiansen, Maybrit Illner oder Jutta Sundermann als Gast von Bettina Böttinger im Kölner Treff) zeigten.

#### Ratschlag
Der Attac-Ratschlag ist bei Attac Deutschland das höchste Entscheidungsgremium. Er trifft sich zweimal jährlich, und zwar einmal als Attac-Basistreffen mit dem Schwerpunkt auf Erfahrungsaustausch und ein weiteres Mal als Entscheidungsgremium unter anderem mit den jährlichen Wahlen zum Attac-Rat und zum Koordinierungskreis. Beide Treffen sind öffentliche Vollversammlungen.
Der Attac-Ratschlag ist ein bundesweites, öffentliches Treffen aller interessierten Menschen aus den Mitgliedsorganisationen, Ortsgruppen sowie den bundesweiten Arbeitszusammenhängen und aktiver Nichtmitglieder. Entscheidungen werden im Wesentlichen im Konsensverfahren getroffen, Abstimmungen sollen die Ausnahme sein. Für den Fall von Abstimmungen und Wahlen werden von den Mitgliedsorganisationen und Ortsgruppen Delegierte bestimmt.
Auf dem Ratschlag haben alle Anwesenden, egal ob Attac-Mitglieder oder nicht, Rede- und Stimmrecht zu inhaltlichen Fragen. Die Verabschiedung des Haushaltes und die Wahlen der Gremien sind jedoch den Delegierten vorbehalten. Diese Delegierten werden von Attac-Gruppen, Mitgliedsorganisationen und bundesweiten Arbeitszusammenhängen bestimmt, jeweils nach ihren eigenen Verfahren, die nicht zentral geregelt sind.
Jede Attac-Ortsgruppe bestimmt zwei Delegierte. Attac-Gruppen mit mehr als 100 Attac-Mitgliedern bestimmen vier Delegierte. Gruppen mit mehr als 200 Attac-Mitgliedern bestimmen sechs Delegierte. Die bundesweit tätigen Mitgliedsorganisationen bestimmen jeweils zwei Delegierte. Bundesweite Arbeitsgruppen, Kampagnen, feminist attac (früher: Frauennetzwerk), wissenschaftlicher Beirat usw. bestimmen auch jeweils zwei Delegierte. (Beschluss Ratschläge Frankfurt 2002 und Aachen 2003)
Für die Delegationen zum Ratschlag gilt eine Frauenquote. Die Delegierten der Attac-Gruppen sollen so gewählt werden, dass mindestens die Hälfte der Delegierten Frauen sein können, aber maximal die Hälfte Männer. D. h.: bleiben Frauenplätze unbesetzt, sind diese nicht durch Männer auffüllbar, jedoch können leere Männerplätze durch Frauen besetzt werden.

### Rechtsstreit um die Gemeinnützigkeit
Im Oktober 2014 erkannte das Finanzamt Frankfurt am Main Attac die Gemeinnützigkeit ab und begründete diesen Schritt mit „den allgemeinpolitischen Zielen“ der Organisation. Gemeinnützigkeit beziehe sich auf eingegrenzte Ziele wie z. B. den Umweltschutz, nicht auf ein breites gesellschaftspolitisches Engagement zu unterschiedlichen Themen, wie es Attac betreibe.
Attac erhob Einspruch gegen die Entscheidung des Finanzamts. Im November 2016 wurde dem Widerspruch durch das Hessische Finanzgericht stattgegeben und damit die Gemeinnützigkeit gerichtlich festgestellt. Gegen das Urteil ging das Finanzamt allerdings auf Weisung des Bundesfinanzministeriums mit einer Nichtzulassungsbeschwerde vor, die der Bundesfinanzhof am 13. Dezember 2017 annahm. Damit blieb das Urteil des hessischen Landesgerichtes bis zu einer Entscheidung im Revisionsverfahren ohne Rechtskraft und Attac ohne anerkannte Gemeinnützigkeit.
Am 26. Februar 2019 gab der Bundesfinanzhof bekannt, dass er der Revision weitgehend stattgibt, aber zur endgültigen Entscheidung erneut an das Hessische Finanzgericht verweist. Gemeinnützige Vereine hätten kein allgemeinpolitisches Mandat, das aber Attac durch Pressemitteilungen zu sehr unterschiedlichen Themen wahrnehme. Die öffentliche Meinung „im Sinne eigener Auffassungen“ zu beeinflussen, sei durch den gemeinnützigen Zweck der politischen Bildung nicht abgedeckt. Diese setze „ein Handeln in geistiger Offenheit voraus“ und schließe nur die Erarbeitung von Lösungsvorschlägen ein. Die FAZ verwies darauf, dass diese Beschränkung in gleicher Weise für parteinahe Stiftungen gelte. Weiter argumentierte der Bundesfinanzhof, dass einseitig beeinflussendes politisches Engagement nur zugunsten einer eng begrenzten Zahl von gemeinnützigen Zwecken erfolgen darf, unter anderem Natur- und Tierschutz sowie „die allgemeine Förderung des demokratischen Staatswesens“. attac stellte den „Dominoeffekt“ heraus, den die Entscheidung des Bundesfinanzhofs mit sich bringen würde, denn es gehe nicht nur um attac. Eine der größten deutschen gesellschaftspolitischen Kampagnenorganisationen, Campact, begann im Zuge des Rechtsstreites damit, keine Spendenbescheinigungen mehr auszustellen, da sie fürchtet, den Status der Gemeinnützigkeit ebenfalls entzogen zu bekommen. Mit dem Entzug der Gemeinnützigkeit mache man Organisationen „mundtot“, die Kampagnen mit allgemeinpolitischem Charakter unterstützen.
Bereits mit und vor dem Urteil von 2014 wurde eine Beschränkung der steuerbegünstigten politischen Ziele durch die Abgabenordnung kritisiert. „Politik ist nicht nur Sache der Parteien, das spiegelt nicht die Zivilgesellschaft von heute“ wider, sagte etwa Ulrich Müller, Geschäftsführer von LobbyControl. Unabhängig von dem laufenden Rechtsstreit fordert attac eine Erweiterung des Gemeinnützigkeitsrechts in Deutschland. Der Satzungszweck „Förderung des demokratischen Staatswesens“ müsse wie Umwelt- und Naturschutz als gemeinnütziger Zweck anerkannt werden.
Im März 2021 reichte Attac Verfassungsbeschwerde gegen den Entzug der Gemeinnützigkeit ein.

### Aktionen von Attac (Auswahl)

#### Regelmäßige Veranstaltungen
- jährlich stattfindende Attac-Sommerakademie (2009 – Karlsruhe: gekoppelte Sommerakademie mit Ratschlag; 2008 – Leipzig: gekoppelte Sommerakademie mit Frühjahrsratschlag; 2007 – Fulda: 1. gekoppelte Ratschlagsakademie; 2006 – Karlsruhe; 2005 – Göttingen; 2004 – Dresden; 2003 – Münster; 2002 – Marburg), im Mai 2008 stattdessen eine Ratschlagsakademie („Maitage“) in Leipzig
- 1.–6. August 2008: erste Europäische Attac-Sommeruniversität in Saarbrücken;[28] 9.–14. August 2011: European Network Academy in Freiburg[29]
- jährlich stattfindende Attac-Aktionsakademie
- seit 2006 jährlich stattfindende Attacademie,[30] in der Aktive in Seminaren ein Jahr lang alles über Theorie und Praxis emanzipativer Globalisierungskritik sowie das notwendige Handwerkszeug für wirkungsvolle gesellschaftspolitische Arbeit lernen können
- Mitorganisation von bundesweiten Kongressen, z. B. McPlanet.com,[31] Solidarische Ökonomie 2006,[32] Klimacamp 2008,[33] Lateinamerika-Kongress 2008,[34] Kapitalismuskongress 2009,[35] Bankentribunal 2010,[36] Postwachstumskongress 2011[37]
- Die Demonstration Wir haben es satt! wird gemeinsam von Attac und anderen Organisationen getragen. Die Veranstaltung findet jedes Jahr Anfang Januar in Berlin statt.[38]

#### Kampagnen
- 2002
  - STOPP-GATS-Kampagne
- 2003
  - Mobilisierung gegen den Irakkrieg mit Großdemo am 15. Februar 2003 in Berlin
  - Attac-Aktion SPD erhängt den Sozialstaat am 5. September 2003 (Ein Aktivist seilte sich vom Willy-Brandt-Haus in Berlin ab)
- 2004
  - Anlässlich des Kauf-nix-Tags Versteigerungsversuch von Nix bei eBay[39]
  - Beteiligung an Demonstrationen gegen die Agenda 2010 gemeinsam mit DGB und anderen
  - Kampagne „Vodaklau“ gegen die steuersparenden Abschreibungspläne von Vodafone nach der Übernahme von Mannesmann, „Her mit den 20.000.000.000 Euro“
- 2005
  - Aktion gegen die Umsetzung der Biopatentrichtlinie.[40]
  - Kampagne gegen die EU-Verfassung, auch gemeinsam mit Attac Frankreich[41]
  - Kampagne für die Veröffentlichung aller Nebeneinkünfte von Politikern – in Kooperation mit Campact, dem BUND und Mehr Demokratie
  - Aktionen gegen die Europäische Dienstleistungsrichtlinie, europaweite Großdemonstration am 19. März 2005 in Brüssel
  - Online-Demo gemeinsam mit Campact: Gesicht zeigen gegen Softwarepatente
  - Beginn einer mehrjährigen Kampagne gegen Produktions- und Arbeitsbedingungen beim Discounter Lidl[42]
- 2006
  - Kampagne für internationale Steuern mit Aktionen zur Einführung einer Flugticketabgabe in Paris und Berlin
  - Beteiligung am Bündnis Bahn für Alle gegen den geplanten Börsengang der Deutschen Bahn AG im Jahr 2006 und 2007
- 2007
  - Beteiligung an der Vorbereitung der Proteste gegen den G8-Gipfel in Deutschland[43]
  - Mitorganisation des Klima-Aktionstags am 8. Dezember 2007 mit Demonstrationen vor dem Kraftwerk Neurath und in Berlin
  - Veröffentlichung eines Aktionsplans zur Schließung von Steueroasen.[44][45]
- 2008
  - Protestaktion von Attac in der Frankfurter Börse, im Oktober 2008 live übertragen bei diversen Nachrichten- und Börsensendern.[46]
  - Kampagne power to the people ab Anfang 2008 gegen das Oligopol bei der Energie-/Stromversorgung und für die demokratische Kontrolle der Stromnetze
- 2009
  - Im März 2009 verteilte Attac in 90 deutschen Städten 150.000, auf den 1. Mai 2010 datierte, Plagiate der Wochenzeitung Die Zeit, in denen eine – nach den Wünschen der Globalisierungskritiker in 13 Monaten realisierbare – mögliche Zukunft nach der Wirtschaftskrise dargestellt wird.[47] Sie folgt damit einem früheren Plagiat der New York Times mit ähnlichen Zielen. Ein Exemplar der Fälschung lag der Ausgabe der taz vom 23. März 2009 bei. Auch die Webseite von Zeit Online wurde plagiiert, wozu eigens eine Webseite (die-zeit.net).[48] eingerichtet wurde.[49] Im Oktober 2010 erhielt Attac für die Zeitung den renommierten Otto-Brenner-Preis.
  - Ende März 2009 kamen in Berlin und Frankfurt 55.000 Menschen zu den Demos Wir zahlen nicht für Eure Krise!, die von Attac und einem breiten Bündnis organisiert wurden.[50]
  - Seit Ende 2009 ist Attac Mitglied im Koordinierungskreis des Bündnisses Steuer gegen Armut, das sich für die Einführung der Finanztransaktionssteuer, eine der Gründungsforderungen Attacs, einsetzt. Aktionen waren das Sammeln von rund 60.000 Unterschriften für eine Petition an den Deutschen Bundestag sowie die Veröffentlichung eines Kampagnenspots mit Heike Makatsch und Jan Josef Liefers.[51]
- 2010
  - Im April 2010 organisierte Attac ein zivilgesellschaftliches Bankentribunal, das die Ursachen des Finanzcrashs beleuchtete und die politischen Maßnahmen zur Rettung der Banken kritisierte.[36]
  - Im Sommer 2010 protestiert Attac mit Demos und Aktionen sowie einem alternativen Umverteilungspaket gegen das von der Bundesregierung vorangetriebene Sparpaket.[52]
  - Bankenaktionstag am 29. September 2010 mit Aktionen in zirka 75 Städten, darunter auch einige Bankenblockaden und -besetzungen.[53] Zu diesem Tag erschien die Financial Crimes, ein weiteres Zeitungsplagiat in Anlehnung an die gefälschte Zeit (siehe März 2009), die laut Angaben von Attac in 120.000 Exemplaren verteilt worden ist.[54]
  - Im November 2010 Unautorisierte Öffentlichmachung eines Gutachtens über die Verantwortung des Freistaats Bayerns an der Krise der Bayerischen Landesbank.[55]
  - Zum Jahreswechsel 2010/11 Proteste gegen die Übernahme des Ökotextilherstellers Hess Natur durch den Private-Equity-Fonds Carlyle sowie Unterstützung der Gründung von HNGeno, die Hess Natur als Genossenschaft von Beschäftigten, Kunden und Investoren aufkaufen und betreiben möchte.[56]
- 2011
  - Im Februar 2011 beteiligte Attac sich an den Großdemos und dezentralen Aktionstagen gegen Atomkraft unter dem Eindruck der Fukushima-Katastrophe. Auch in den Jahren zuvor mobilisierte Attac zu den in der Regel von .ausgestrahlt organisierten Demos und Menschenketten.
  - Im Juni 2011 Start der Konsumentenkampagne Bank wechseln – Politik verändern![57]
  - Für den 15. Oktober 2011 mobilisierte Attac zu dezentralen Demos zur Finanzmarktkrise, die bemerkenswerten Zulauf erhielten und die als Geburtsstunde der deutschen Occupy-Bewegung gelten. Im November 2011 organisierte Attac im Bündnis Banken in die Schranken die zeitgleiche Umzingelung des Bankenviertels in Frankfurt und des Regierungsviertels in Berlin mit zusammen rund 18.000 Beteiligten.[58]
- 2012
  - Bis Mai 2012 Mobilisierung und Organisation der Blockupy-Proteste gegen die Krisenpolitik der Troika aus EZB, EU-Kommission und IWF.[59]
  - Im April 2012 Start diverser Aktionen gegen den Europäischen Fiskalpakt, unter anderem eine Online-Aktion unter www.fiskalpakt-stoppen.de, die in einem breiten Bündnis beworben wurde.[60] Empörung unter einigen Bundestagsabgeordneten Deutschlands löste die Postkartenaktion einer Attac-Regionalgruppe an sie Ende Juni 2012 aus. Attac Aachen vergleicht die Zustimmung zum Fiskalpakt und zum ESM mit dem Ermächtigungsgesetz von 1933 in Nazideutschland.[61] Attac Deutschland hat sich nach Bekanntwerden der Aktion sofort davon distanziert und erklärt, dass es derartige Vergleiche für unangemessen hält.[62]
  - Anschluss Attacs an das Bündnis Umfairteilen.[63]
- 2013
  - Start einer Kampagne unter dem Namen Sparbucks gegen Steuervermeidung durch Konzerne und für eine Gesamtkonzernsteuer.[64]
- 2016
  - Attac ist Erstunterzeichner des bundesweiten Bündnis „Aufstehen gegen Rassismus“.[65]
  - Unterzeichnung des Aufrufes von Ende Gelände, einer Großaktion des zivilen Ungehorsams für den Klimaschutz.[66]
- 2017
  - Start der Kampagne Reichtum Umverteilen – ein gerechtes Land für alle gemeinsam mit Oxfam, Verdi, GEW und über 20 weiteren Organisationen.[67]
  - Attac hat sich beim Protest gegen den G20-Gipfel in Hamburg aktiv beteiligt, so haben sie den Alternativgipfel mitorganisiert, waren im Bündnis „Grenzenlose Solidarität statt G20“ und haben zur Blockade „Block G20 – Colour the Red Zone“ aufgerufen.[68][69]
  - Zum Jahreswechsel 2017/18 Protestaktionen gegen Steuertricks von Apple.[70][71]
- 2018
  - Im April 2018 gemeinsame Protestaktion von Attac mit dem Bündnis „Make Amazon Pay“ und der Gewerkschaft Verdi in Berlin gegen die Ausbeutung von Arbeitskräften bei Amazon.[72]
  - Protestaktion #seebrücke von Attac und einem breiten Bündnis aus anderen Organisationen für sichere Häfen in Europa.[73]
  - Attac beteiligt sich in landesweiten Bündnissen an den Protesten gegen die Verschärfungen der Polizeigesetze.[74][75]
  - Am 15. September 2018 haben etwa 50 Aktivisten zum 10. Jahrestag des Höhepunktes der Weltfinanzkrise die Frankfurter Paulskirche besetzt.[76]

## Attac Österreich

Logo Attac-Österreich

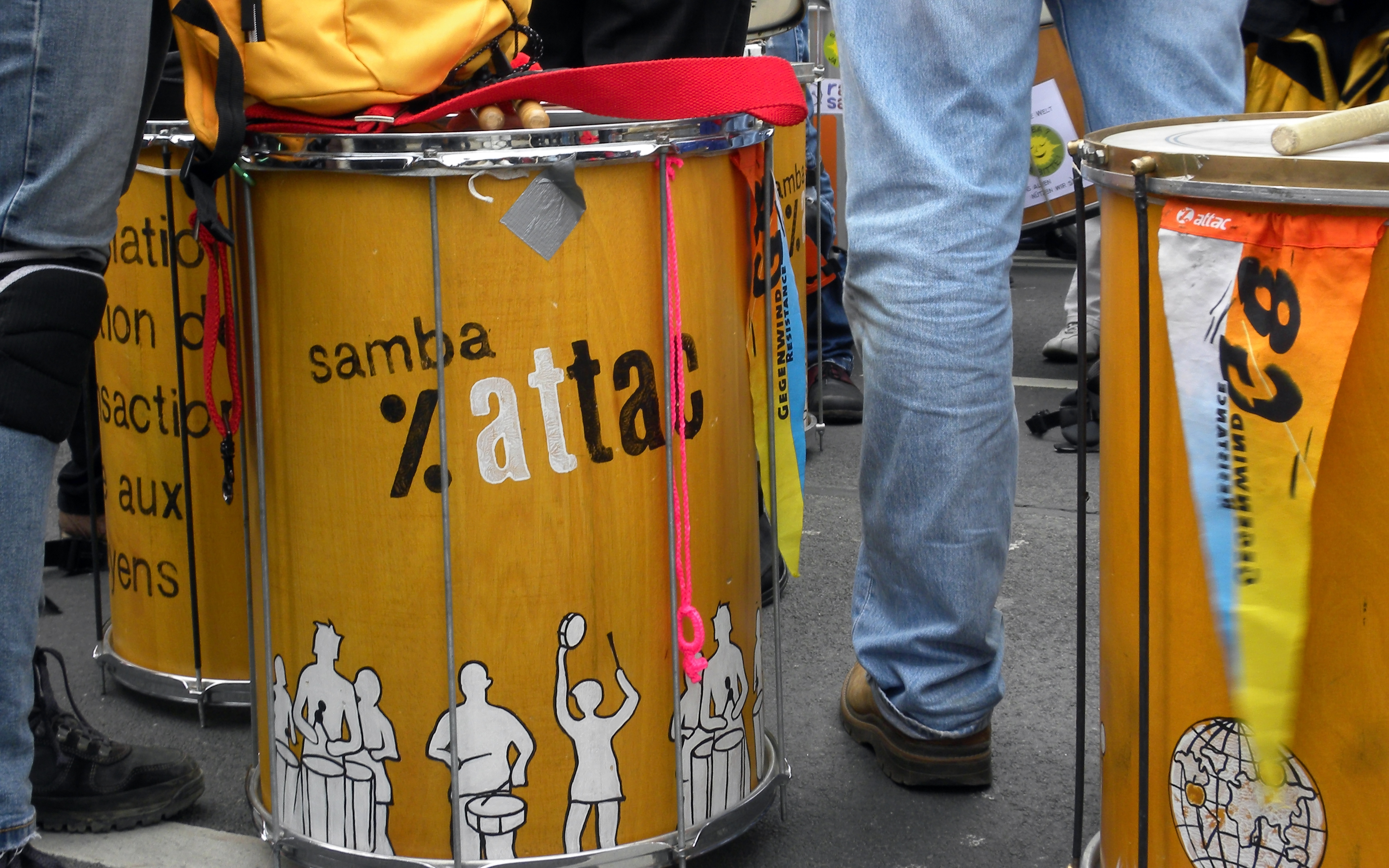
Attac beim Aktionstag anlässlich des 100. Internationalen Frauentages in Wien

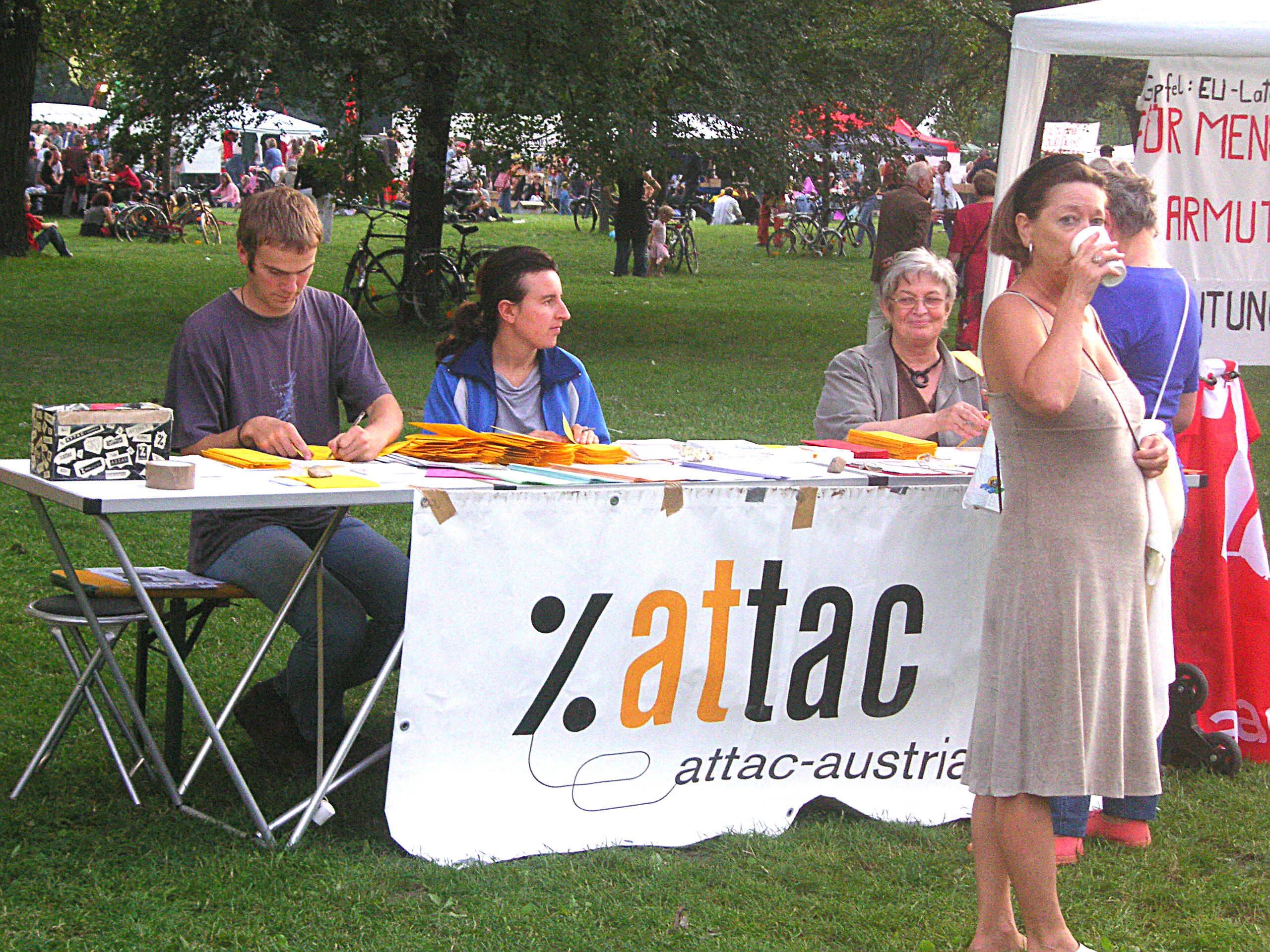

Attac Österreich ist ein in Wien unter der Nummer ZVR 969464512 eingetragener bundesweiter Verein und wurde am 6. November 2000 gegründet. Die Gründung war von 50 Personen aus allen Gesellschaftsbereichen vorbereitet worden. Zur Auftaktveranstaltung in Wien kamen mehr als 300 Interessierte. Neben den Proponenten saßen die Politikwissenschaftlerin Susan George von Attac Frankreich, Stephan Schulmeister vom Österreichischen Institut für Wirtschaftsforschung (WIFO) und Brigitte Unger, Professorin für Ökonomie an der Wirtschaftsuniversität Wien, auf dem Podium. Der Verein hat über 5400 Einzelmitglieder und mehr als 70 Mitgliedsorganisationen. Prominente Unterstützer sind unter anderem die Schriftsteller Franzobel und Robert Menasse. Zu den wichtigsten regelmäßigen Veranstaltungen zählen eine jährliche Sommerakademie an wechselnden Orten Österreichs sowie seit 2009 eine gemeinsam mit Greenpeace und anderen NGOs veranstaltete Aktionsakademie. Attac Österreich zeichnet auch für die Initiative Wege aus der Krise verantwortlich. Zu den Unterstützern dieser Initiative zählen die Armutskonferenz, die Gewerkschaft der Gemeindebediensteten, Kunst, Medien, Sport und freie Berufe (GdG-KMSfB), Global 2000 Österreich, die Gewerkschaft der Privatangestellten (GPA), Greenpeace Austria, die Katholische ArbeitnehmerInnen Bewegung Österreich (KAB), die Österreichische Hochschülerinnen- und Hochschülerschaft, die Gewerkschaft PRO-GE, SOS Mitmensch und die Gewerkschaft Vida sowie eine Reihe weiterer Organisationen.

### Arbeitsweise
Attac Österreich ist ein unabhängiger, in Wien eingetragener bundesweiter Verein. Attac Österreich steht nach eigenen Angaben keiner Partei nahe. Die koordinierende Stelle ist der auf der jährlichen Generalversammlung gewählte Vorstand. Bei der konstituierenden Generalversammlung am 20. Mai 2001 wurde das Prinzip des Gender-Mainstreaming in den Statuten Attacs verankert. Der Vorstand besteht laut diesen Statuten zu mindestens 50 Prozent aus Frauen. Der Großteil der Arbeit basiert auf dem Engagement ehrenamtlicher Aktivisten in knapp 30 Regional- und zahlreichen Inhaltsgruppen.
Veranstaltungen
- Attac Österreich organisiert seit 2001 eine Sommerakademie, bei der sich bis zu 300 Teilnehmer über ein inhaltliches Schwerpunktthema in Workshops, Seminaren und Podiumsdiskussionen austauschen. Seit 2023 wurde das Format überarbeitet und als Sommerakademie der Sozialen Bewegungen fortgesetzt.[85]
- Von 2009 bis 2016 wurden auch Aktionsakademie (mit Kooperationspartnern wie z. B. Greenpeace, Südwind oder Amnesty International und z. T. auch gemeinsam mit Attac Deutschland) veranstaltet.[86]
- Im Rahmen einer Kooperation mit dem WUK Wien wird die Reihe „Welt(en) in Bewegung“ organisiert, bei der regelmäßig Diskussionsrunden und Filmvorführungen stattfinden.[87]

### Mitgliedsorganisationen von Attac Österreich (Auszug)
Arbeitnehmerorganisationen
- Alternative und Grüne GewerkschafterInnen/Unabhängige GewerkschafterInnen (AUGE/UG)
- Gewerkschaft der Privatangestellten (Gewerkschaft GPA)
- Gewerkschaft Hotel, Gastgewerbe und Persönliche Dienste (HGPD)
- Gewerkschaft Kunst, Medien, Sport, freie Berufe
- Gewerkschaft PRO-GE, Produktionsgewerkschaft
- Gewerkschaft Bau-Holz
- ÖGB Oberösterreich
- ÖGB Tirol

Kirche
- Caritas Innsbruck
- Katholische Aktion Österreich
- Katholische Frauenbewegung Österreichs
- Katholische Jugend Österreich
- Katholische Sozialakademie Österreich
- Katholische ArbeitnehmerInnen Bewegung Österreich

Entwicklungspolitik
- Südwind Wien
- Südwind Niederösterreich
- Südwind Oberösterreich
- Südwind Entwicklungspolitik Salzburg

Arbeitsmarkt, Soziales, Pensionen, Sozialismus
- Arbeit für Gerechtigkeit
- EXIT-Sozial – Verein für psychosoziale Dienste
- SOS Mitmensch
- Sozialistische Jugend Oberösterreich
- Volkshilfe Österreich

Gemeinden
- Molln
- Gallneukirchen
- Ebensee am Traunsee

### Publikationen
- Klimasoziale Politik – Eine gerechte und emissionsfreie Gesellschaft gestalten, gemeinsam mit Armutskonferenz und Beigewum, Bahoe Books, Wien 2021, ISBN 978-3-903290-65-5.

## Attac Schweiz
In der Schweiz wurde Attac bereits 1999 gegründet und besteht aus etwa einem Dutzend Lokalgruppen. Im Gegensatz zur Schreibweise in Deutschland und anderen Ländern schreibt sich ATTAC Schweiz mit Großbuchstaben.

## Kritik

### Allgemeine Kritik
Eine Innenansicht mit Kritik am Organisierungsmodell von Attac und den prägenden Inhalten ist im 2004 veröffentlichten Buch Mythos Attac von Jörg Bergstedt zu finden. Parallel zum Buch sind Internetseiten mit gesammelten Kritiken und Zitaten aus der Organisation entstanden.
James Tobin, der „Erfinder“ der Tobin-Steuer, distanzierte sich in einem Interview mit dem deutschen Magazin Der Spiegel im Jahr 2001 von Attac und anderen Globalisierungskritikern: „Ich kenne wirklich die Details der Attac-Vorschläge nicht genau. Die jüngsten Proteste sind ziemlich widersprüchlich und uneinheitlich, ich weiß nicht einmal, ob all das Attac widerspiegelt. Im großen Ganzen sind deren Positionen gut gemeint und schlecht durchdacht. Ich will meinen Namen nicht damit assoziiert wissen.“

### Antisemitismuskontroverse
Attac wurde von verschiedenen Seiten eine Nähe zum Antisemitismus vorgeworfen. In Deutschland dementierte der Attac-Koordinierungskreis im Dezember 2002 diese Vorwürfe in Form eines Diskussionspapieres. Darin heißt es, dass Attac sich als pluralistisches und offenes Bündnis verstehe. Pluralismus würde jedoch nicht als prinzipienlose Beliebigkeit definiert, sondern fände dort seine Grenzen, wo Rassismus, Antisemitismus und Nationalismus ins Spiel kämen. Auch nach dieser Darstellung gab es weitere Kritik in diesem Bereich, zum Beispiel im Hinblick auf ein Plakat, das auf dem Attac-Ratschlag 2003 neben der Bühne stand und das nach Ansicht von Kritikern die Zinsknechtschaft anprangerte oder ein Aufruf der Attac-AG Globalisierung und Krieg zum Boykott von Waren aus jüdischen Siedlungen in Palästinensergebieten. Toralf Staud konstruierte in der Wochenzeitung Die Zeit unter anderem durch seine Interpretation eines gezeigten Plakats den Vorwurf, dass, wenn über „das Finanzkapital“ oder „die Wall Street“ geraunt würde, dies das alte Vorurteil vom geldgierigen Juden wachrufe. Etliche Globalisierungskritiker erlägen seiner Ansicht nach der Versuchung, für unübersichtliche Entwicklungen Sündenböcke verantwortlich zu machen. Die komplexen Zusammenhänge der Globalisierung reduzierten sie auf ein „Komplott dunkler Mächte“.
In Österreich veranstaltete Attac vom 18. bis 20. Juni 2004 den Kongress Blinde Flecken der Globalisierungskritik gegen antisemitische Tendenzen und rechtsextreme Vereinnahmung, unterstützt vom Dokumentationsarchiv des österreichischen Widerstandes. Der Kongress ist in einem Reader dokumentiert, in welchem die Thematik kritisch betrachtet, und die generelle einhellige Ablehnung rechtsextremer Ideologien bei Attac formuliert wird.

## Rezeption
Die Aberkennung der Gemeinnützigkeit von attac Deutschland durch deutsche Gerichte bedeutete einen Einschnitt in die Arbeit von attac in der Bundesrepublik. Die spendenbasierte finanzielle Grundlage der Organisationsstrukturen musste neu ausgerichtet werden. Heribert Prantl schrieb in der Süddeutschen Zeitung zur Bedeutung von attac: „Egal wie man zu den Aktionen von Attac steht; man muss den Verein … nicht unbedingt mögen, um das Unwerturteil des Gerichts und dessen Begründung als höchst sonderbar zu kritisieren. Das Urteil besagt letztendlich, dass aus Sicht des Steuerrechts das pointierte Agieren in der Zivilgesellschaft, also das Werben für politische Projekte und Positionen eine irgendwie suspekte, jedenfalls nicht förderungswürdige Sache sei.“ Das Urteil habe eine „toxische Wirkung“ für die gesamte Zivilgesellschaft.

## Schriften (Auswahl)
- Zwischen Konkurrenz und Kooperation. Analysen und Alternativen zum Standortwettbewerb, Mandelbaum Verlag, Wien 2006, ISBN 978-3-85476-190-7.
- Konzernmacht brechen! Von der Herrschaft des Kapitals zum Guten Leben für Alle, Mandelbaum Verlag, Wien 2016, ISBN 978-3-85476-650-6 (Buch als PDF-Datei).
- Entzauberte Union. Warum die EU nicht zu retten und ein Austritt keine Lösung ist, Mandelbaum Verlag, Wien 2017, ISBN 978-3-85476-669-8.